# انتونیو کالدرون (بازیکن فوتبال، زاده ۱۹۸۴)
انتونیو کالدرون (انگلیسی: Antonio Calderón؛ زادهٔ ۳۱ مارس ۱۹۸۴) بازیکن فوتبال اهل اسپانیا است.
از باشگاه‌هایی که در آن بازی کرده‌است می‌توان به باشگاه فوتبال اکسترمادورا اشاره کرد.